# Talissieu
Talissieu település Franciaországban, Ain megyében. Lakosainak száma 514 fő (2022. január 1.). Talissieu Artemare, Ceyzérieu, Valromey-sur-Séran, Arvière-en-Valromey, Culoz-Béon és Ameyzieu községekkel határos.

## Népesség
A település népessége az elmúlt években az alábbi módon változott:
| Lakosok száma | 343  | 317  | 401  | 453  | 436  | 443  | 450  | 499  | 524  | 514  |
|               | 1968 | 1982 | 1990 | 2006 | 2013 | 2015 | 2017 | 2019 | 2020 | 2022 |